# Ctésias de Cnido
Ctésias de Cnido foi um historiador e médico grego.
Ctésias viveu na época em que Ciro, o Jovem se revoltou contra seu irmão Artaxerxes II. Ctésias foi feito prisioneiro e viveu em honra dezessete anos na corte de Artaxerxes II, por suas habilidades médicas.
Ctésias escreveu, para os gregos, a história dos persas, baseada no estudo dos registros reais dos persas.

## Crítica
Luciano de Samósata, poeta satírico, cita Ctésias várias vezes como mentiroso. Em seu livro Uma história verdadeira (que narra uma viagem à Lua), Ctésias e Heródoto sofrem tormentos eternos por terem escrito aquilo que não é a verdade.